# Farmerville
Farmerville – miasto w Stanach Zjednoczonych, w stanie Luizjana, siedziba administracyjna parafii Union.